# Arnoldo Vizcaíno
Arnoldo Vizcaíno Rodríguez (Buenavista, Cuauhtémoc, Colima; 28 de abril de 1954) es un político mexicano, miembro del Partido de la Revolución Democrática. Es hijo de Anastacio Vizcaíno Ceballos y Enedina Rodríguez Jiménez. Fue candidato por el Partido de la Revolución Democrática a la gubernatura del estado de Colima durante las elecciones de 1991 en las que fue derrotado por el candidato del Partido Revolucionario Institucional, Carlos de la Madrid Virgen. En 1994 fue candidato a la presidencia municipal de Cuauhtémoc. En 1998 fue elegido diputado al Congreso de Colima, y a pesar de ser minoría su partido ante el congreso fue elegido líder del Congreso local. Arnoldo Vizcaíno fue también presidente del Servicio Electoral Nacional. Fue, junto a Carlos Sotelo García la figura más importante del perredismo en el estado de Colima. 
Su hija Indira Vizcaíno Silva, fue elegida diputada federal en la LXI Legislatura del Congreso de la Unión de México y posteriormente gobernadora de Colima.